# Colastes attonita
Colastes attonita är en stekelart som först beskrevs av Papp 1987.  Colastes attonita ingår i släktet Colastes och familjen bracksteklar. Inga underarter finns listade i Catalogue of Life.